# Sujū Takano
Pour les articles homonymes, voir Takano.
Sujū Takano (高野 素十, Takano Sujū); 3 mars 1893- 4 octobre 1976), nom véritable Yoshimi Takano (高野 与巳, Takano Yoshimi), est un médecin et poète japonais de haiku. Avec Seishi Yamaguchi, Shūōshi Mizuhara et Seiho Awano, il compte parmi les « Quatre S » du magazine de haiku Hototogisu.

## Biographie
En 1922, il fonde avec Shūōshi Mizuhara, Seishi Yamaguchi, Tomiyasu Fūsei et Seison Yamaguchi la « Société de haïku de l'Université de Tokyo ».
Sujū Takano meurt en 1976 à l'âge de 83 ans. Sa tombe se trouve au (Jin’ya-ji) à Kimitsu, préfecture de Chiba.

## Œuvres
- Hatsugarasu (初鴉). Seishidō, Tōkyō 1947.
- Seppen (雪片). Shorin Shinkōchō, Tōkyō 1952.
- Nohana shū (野花集). Shinkōchō, Tōkyō 1953.
- Sujū zenshū (素十全集). Meiji Shoin, Tōkyō 1970-1971.
- Notices d'autorité :   - VIAF
  - ISNI
  - IdRef
  - LCCN
  - Japon
  - CiNii
  - Israël
  - WorldCat

## Source de la traduction
- (de) Cet article est partiellement ou en totalité issu de l’article de Wikipédia en allemand intitulé « Takano Sujū » (voir la liste des auteurs).